# Wzgórza Suchedniowskie
Wzgórza Suchedniowskie - wzniesienia w Puszczy Świętokrzyskiej, w okolicach miasta Suchedniowa. Najwyższe wzniesienie to góra Michniowska (433 m n.p.m.). Wzgórza te znajdują się na terenie Suchedniowsko-Oblęgorskiego Parku Krajobrazowego. Cenny rezerwat ścisły przyrody Świnia Góra.